# 田子冬樹
田子 冬樹（たご ふゆき、1947年1月19日 - ）は、日本中央競馬会 (JRA) ・美浦トレーニングセンター北に所属していた元調教師。元騎手でもある。出生地と出身地はともに新潟県。

## 来歴
1965年、東京競馬場・稲葉幸夫厩舎所属の騎手候補生となる。
1970年、騎手免許を取得し、同厩舎より騎手デビューする。
1978年、美浦トレーニングセンター開設にともない美浦所属となる。
1980年、騎手を引退する。騎手成績は中央競馬通算1020戦127勝。騎手引退後は元石孝昭厩舎に移籍し、調教助手に転身した。
1985年、調教師免許を取得する。
1986年、厩舎を開業。3月に管理馬を初出走させ、7月にのべ38頭目で管理馬が初勝利を挙げた。
2003年、8月3日に中央競馬通算200勝を達成。
2009年、2月12日に定年まで8年を残し2月28日付で調教師を62歳で勇退することが発表された。

## 記録

### 調教師

#### 中央競馬
|            | 日付          | 競馬場・開催・レース     | 競走名   | 格   | 馬名             | 頭数 | 人気 | 着順 |
| ---------- | ------------- | ------------------------ | -------- | ---- | ---------------- | ---- | ---- | ---- |
| 初出走     | 1986年3月8日  | 第2回中山5日目5レース    |          |      | グレイスハニー   |      |      | 7着  |
| 初勝利     | 1985年7月12日 | 第2回新潟1日目3レース    |          |      | ハタノパレード   |      |      | 1着  |
| 重賞初勝利 | 1990年8月28日 | 第2回新潟山6日目10レース | 新潟記念 | GIII | サファリオリーブ | 15頭 | 14   | 1着  |

#### 地方競馬
|        | 日付         | 着順 |
| ------ | ------------ | ---- |
| 初出走 | 1996年9月9日 | 1着  |
| 初勝利 | 1996年9月9日 | 1着  |

## おもな管理馬
- 重賞競走優勝馬（管理時）
  - サファリオリーブ（1990年新潟記念）
  - アメリカンボス（1999年エプソムカップ、2000年エプソムカップ、2001年アメリカジョッキークラブカップ、中山記念）
  - フジサイレンス（2006年東京新聞杯）
- その他
  - ヒカルサザンクロス（管理時は16戦1勝）

## 厩舎スタッフ
- 江田照男（騎手）

かつて厩舎に所属していた江田を騎手に起用することが多く、管理馬の重賞競走通算6勝はすべて江田が騎乗していた。